# 만달람

11세기 촐라 제국의 만달람.

만달람(타밀어: மண்டலம்) 또는 파디는 촐라국의 최상위 행정 구역 단위이다. 절정기에는 스리랑카와 다른 피정복지들을 포함해 총 9개의 만달람을 두었다. 촐라 제국에서 핵심적인 만달람은 촐라만달람과 자얀곤다촐라만달람이었다.

## 정의
만달람이라는 용어는 체라, 촐라 및 판디아 만달람을 가리키던 상감 시대에서도 영역을 지정하는데 사용되었다. 이 개념은 라자라자 1세때 촐라 지배하에 통일된 타밀 국가의 다양한 정치적•문화적 소 지역을 조직하기 위한 개념으로 발전되었다. 역사적으로 중요한 각 지역은 주로 만달람으로서 고유한 문화적 특성을 계속 유지하였다.
만달람은 촐라에서 가장 높은 행정 구역 단위였다. 또한 만달람은 다시 나두(nadu)라고 불리는 하위 행정 구역 단위로 나뉘었는데, 각각의 나두는 농업 생산 단위로 기능했으며 약 10개의 촌락과 1~2개의 마을(나가람)로 구성되었다. 라자라자 1세는 국가 행정을 중앙집권화하기 위해 발라나두(vaḷanāḍu)라는 중간 행정 구역을 도입하였는데, 예를 들어 촐라 만달람은 10개의 발라나두로 구성되었다가 분할 및 재배치 등으로 인해 12세기 초에는 촐라 만달람의 발라나두가 15개로 증가하였다.
촐라의 세력이 절정에 달했을 때, 촐라국은 스리랑카와 같은 피정복지를 포함해 총 9개의 만달람으로 나뉘었다.

## 목록

### 촐라만달람
촐라의 핵심 만달람 중 하나인 촐라만달람은 오늘날 탄자부르 구, 티루치라파팔리 구 및 남 아르콧 구 일대를 포괄하였다.

### 파르카반만달람
페람발루르(Perambalur), 아리야루르(Ariyalur), 살렘(Salem), 아투르(Attur), 칼라쿠리치(Kallakurichi), 남마칼(Nammakal)의 일부, 다르마푸리(Dharmapuri), 치담바람(Chidambaram), 빌루푸람(Villupuram), 쿤달로르(Cudalore), 트리치(Trichy), 탄조르(Tanjore), 푸두코카이(Pudukottai), 시바반가이(Sivagangai) 및 라마나타푸람(Ramanathapuram) 일대를 포괄하였다.

### 톤다이만달람 / 자얀곤다 촐라만달람
톤다이만달람은 촐라의 핵심 만달람 중 하나로 본래 팔라바의 영토였으나 880년 촐라의 영토로 편입되고 난 후에는 "승리자 촐라국에게 합병된 땅"이라는 뜻의 자얀콘다촐라만달람(Jayankondacholamandalam), 또는 자얀곤다촐라만달람(Jayangondacholamandalam)으로 개명되었다. 톤다이만달람은 오늘날 타밀나두 주의 칭레푸트(Chingleput), 남 아르콧(South Arcot)및 북 아르콧(North Arcot) 구와 안드라프라데시 주의 치투르(Chittoor) 및 넬로르(Nellore) 구 일부 일대를 포괄하였다.

### 콩구만달람
사방으로 둘러싸인 콩구만달람은 오늘날 코임바토르, 카루르, 에로드, 티루푸르, 닐기리스, 크리슈나기리, 살렘, 나마칼 및 다르마푸리 일대를 포괄하였다.

### 판디아만달람
판디아만달람 또는 라자라자판디만달람(Rajarajapandimandalam)은 전통적으로 판디아국의 지배하에 있던 땅에 위치한 만달람으로 마두라이에 자리잡은 타밀 국가의 남동부 대부분을 포괄하였다.

### 강가파디
이 만달람은 문디콘다촐라만달람(Mudikondacholamandalam)으로도 알려져 있다.

### 타디가이파디
이 만달람은 비크라마촐라만달람(Vikramacholamandalam)으로도 알려져 있다.

### 눌람바파디
이 만달람은 니가릴리촐라만달람(Nigarilicholamandalam)으로도 알려져 있다.

### 마라야파디
마라야파디(Marayapadi)는 북부 만달람들 중 하나로 오늘날 안드라프라데시 주와 텔랑가나 주 일부를 포괄하였다.

### 뭄무디촐라만달람 / 일라만달람
일라만달람(Ilamandalam) 또는 이자만달람(Izhamandalam)으로도 알려진 뭄무디촐라만달람(Mummudicholamandalam)은 라자라자 1세가 스리랑카 북부를 합병했을 때 명명된 지역이다. 아누라다푸라와 폴론나루와는 이 지역의 주요 정착지였다.

### 나두빌만달람
이 만달람은 항상 본격적인 만달람으로 간주되지는 않았지만, (나두빌) 촐라만달람과 톤다이만달람 사이에 위치한 지역으로 불렸으며, 이 지역은 어떤 특정 통치 왕조와도 관련이 없었기 때문에 그 중요성을 얻지 못하였다. 나두빌만달람은 남 펜나르 강과 북 벨라루 강 하구 사이의 영역으로 구성되었다.

## 같이 보기
- 라자만달라
- 만달라

## 참고 문헌
- Karashima, Noboru, 편집. (2014). 《A Concise History of South India: Issues and Interpretations》 (영어). Oxford University Press. ISBN 9780198099772.
- Champakalakshmi, R. (1993). “The Urban Configurations of Toṇḍaimaṇḍalam: The Kāñcīpuram Region, c. A.D. 600-1300”. 《Studies in the History of Art》 31: 185–207. JSTOR 42620479.
- Stein, Burton (1977). “Circulation and the Historical Geography of Tamil Country”. 《The Journal of Asian Studies》 37 (1): 7–26. doi:10.2307/2053325. JSTOR 2053325.
- Ramaswamy, Vijaya (2007). 《Historical dictionary of the Tamils》. Lanham, Md.: Scarecrow Press. ISBN 9780810864450.